# Bob Stookey
Bob Stookey est un personnage récurrent de la série télévisée The Walking Dead. Il est interprété par Lawrence Gilliard, Jr. et doublé en version française par Bertrand Nadler.

## Biographie fictive

### Saison 4
Bob fut trouvé et ramené à la prison par Daryl une semaine avant le début de la saison 4. Il est alcoolique et manque de se faire tuer en voulant récupérer un sac avec une bouteille d'alcool qui était en train de tomber vers des zombies. Lors de l'épisode final mi-saison, il s'enfuit avec Sasha, et est blessé à l'épaule pendant l'assaut de la prison.
Dans le dixième épisode, Bob aide Sasha et Maggie à retrouver Glenn en tuant un à un les zombies du bus. Dans l'épisode quatorze, seuls sur les rails, il embrassera Sasha et se mettront en couple. Ils retrouvent Glenn grâce à Abraham, Rosita et Eugène.
C'est le premier groupe à arriver au Terminus.
Lors du final, quand Rick, Carl, Daryl et Michonne rentrent dans le wagon, il s'y trouve avec les autres.

### Saison 5
Dans la saison 5, Bob, Rick, Daryl et Glenn sont en grand danger alors que 3 autres prisonniers inconnus viennent d'être abattus au-dessus d'un abreuvoir. Un homme avec une batte de baseball les frappe à la tête et l'autre les égorge. Le 4e est abattu lui aussi. Quand Bob se met à vouloir parler, Gareth le laisse faire mais lui dit que c'est trop tard, qu'on ne peut pas faire table rase du passé. Il parle à Rick et menace avec son poignard de tuer Bob s'il ne lui dit pas ce qu'il y a dans son sac enterré. Profitant de la confusion créée par Carol au dehors, ils parviennent ensuite à s'enfuir du Terminus avec les autres membres du groupe. Dans l'épisode 2, ils se rendent dans une banque alimentaire. Il est attrapé par un rôdeur qui l'attire au fond de l'eau, mais Sasha parvient à le sauver. À la fin de l'épisode, il sort de l'église et est assommé par une personne et nous le voyons en mauvaise posture. Il s'avère que c'est Gareth qui l'a kidnappé, et ce dernier lui dit que ça n'a rien de personnel, que ça aurait pu être n'importe qui mais qu'ils ont besoin de nourriture pour survivre. Bob se rend alors compte qu'ils lui ont coupé la jambe, et qu'ils sont en train de la manger. 
Dans l’épisode 3, il avoue en riant hystériquement qu'il a été mordu et qu'ils sont de ce fait contaminés, il est assommé par Gareth. Bob est relâché aux portes de l'église, il apprend au reste du groupe que Gareth et sa bande rodent non loin de l'église, dans une école que reconnait Gabriel, ce qui permettra de leur tendre un piège et les exterminer. Il meurt ensuite dans le lit du presbytère aux côtés de Sasha, achevé par Tyreese.